# Amicodiscaceae
Amicodiscaceae Ekanayaka & K.D. Hyde – rodzina grzybów z typu workowców Ascomycota.

## Systematyka i nazewnictwo
Pozycja w klasyfikacji według Index Fungorum
Amicodiscaceae, Helotiales, Leotiomycetidae, Leotiomycetes, Pezizomycotina, Ascomycota, Fungi.
Według aktualizowanej klasyfikacji Index Fungorum bazującej na Dictionary of the Fungi jest to takson monotypowy z jednym tylko rodzajem i 4 gatunkami:
- rodzaj: Amicodisca Svrček 1987
  - gatunek Amicodisca brdensis (Velen.) Svrček 1987
  - gatunek Amicodisca groenlandica Raitv. 2003
  - gatunek Amicodisca svrcekii Raitv. & Huhtinen 2001
  - gatunek Amicodisca virella (P. Karst.) Huhtinen 1994

W  Polsce: występuje Amicodisca virella.